# CrossOver
Crossover(크로스오버)는 코드위버스사에서 출시한 윈도우 응용 프로그램을 매킨토시와 리눅스에서 사용할 수 있게 하는 프로그램인 와인을 최적화(성능개선 & 편리성 강화 & 버그 수정 등의 작업)한 상용 버전이다. Crossover Linux&Mac 6.0 이전 버전에는 Crossover Office이라는 이름이었다. Crossover는 사용자에게 쉬운 프로그램 설치 도구를 제공함으로써 쉽게 설치할 수 있게 해준다. IE7과 DirectX 10, QuickBooks 최신버전, Quicken 2009, 포토샵 CS3, MS 오피스와 아웃룩의 완벽 지원을 목표로 하는 8.0 버전이 출시되었다.

## 버전

### CrossOver Mac
2005년 6월에, CodeWeavers는 인텔 기반 맥에서 윈도우의 응용 프로그램의 이식을 지원할 CrossOver Office의 새로운 버전 CrossOver Mac를 발표했다. Crossover Mac는 2007년 1월 10일에 출시됐다. Crossover Mac 7이 2008년 6월 17에 출시됨과 함께, Crossover Mac은 Crossover linux같이 Standard와 Pro 버전 분리되었다. Standard 버전은 6달의 지원과 업데이트를 포함하고, Pro 버전은 1년의 지원과 업데이트와 Crossover Games의 사본의 무료제공을 포함한다.

### CrossOver Linux
이 프로그램의 GNOME, KDE와 함께 응용 프로그램이 똑같이 리눅스 환경에서 실행되는 것을 목표로 하고 있다.
CrossOver Linux는 Standard와 Professional 두 개의 버전으로 제공된다. CrossOver Linux Professional 단체 사용자를 위한 진보된 배치와 관리 기능을 제공한다. Standard 버전은 단일 시스템에서 단일 사용자를 허용한다. The Professional 버전은 다중 사용자를 지원한다.

### CrossOver Server
CrossOver Server는 리눅스 및 솔라리스 환경 아래에서 윈도 응용 프로그램을 분산된 씬 클라이언트 환경을 실행하는 것을 허용한다. CrossOver Server 프로젝트가 2007년에 중단되었고, 많은 CrossOver Server의 기능은 현재 CrossOver Professional에서 볼 수 있다.

## 지원하는 소프트웨어

### 상품
- 마이크로소프트 오피스 2007, 2003, XP, 2000, 97
- 마이크로소프트 프로젝트
- 마이크로소프트 인터넷 익스플로러 6
- 어도비 드림위버 MX, 어도비 플래시 MX, 어도비 포토샵 7
- Quicken
- 퀵타임과 윈도우 미디어 플레이어같은 몇몇 웹 브라우저 플러그인

### 게임
- 카운터 스트라이크
- 하프라이프 2 및 이를 기반으로 한 게임 (포탈 등)
- Prey
- 월드 오브 워크래프트
- 이브 온라인
- 길드 워즈
- 콜 오브 듀티 2
- 팀 포트리스 2

### 기타
- 아이튠즈 4.9.0
- 퀵타임 7

전체 목록은 코드위버 웹사이트에서 볼 수 있다.

## 비판
Crossover도 와인의 성능 문제를 해결하지 못했고, 아직도 호환이 안되는 프로그램이 많다는 점을 가지고 있다.

## 같이 보기
- 와인 (소프트웨어)
- 플레이온리눅스
- 다윈 (프로젝트)